# Suka biłgorajska

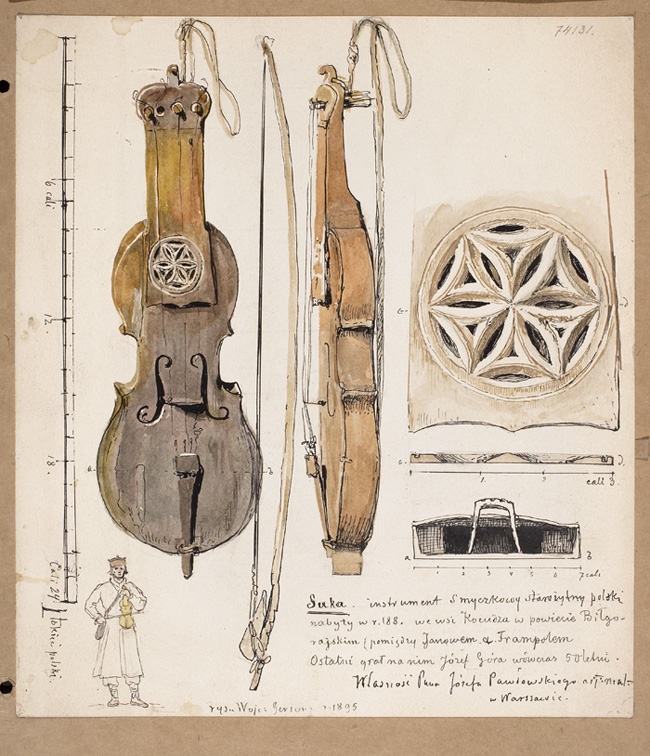
Akwarela Wojciecha Gersona z 1895 przedstawiająca sukę z Kocudzy ozdobioną gwiazdą heksapentalną.

Suka biłgorajska – staropolski smyczkowy instrument muzyczny z grupy chordofonów ludowych, budową przypominający skrzypce.

## Historia
Wczesne formy skrzypiec jak np. gęśle oraz inne instrumenty, na których uzyskiwano dźwięk poprzez wodzenie po strunach smyczkiem znane są na terenie Polski co najmniej od X wieku. Obecnie głównie dzięki odkryciom archeologicznym znanych jest kilka unikalnych konstrukcji instrumentów smyczkowych, które zachowały się  na terenie Polski. Odnalezione zostały takie oryginalne instrumenty jak pochodzące z XI wieku gęśle z Opola, znaleziony w 1948 roku w Gdańsku pięciostrunowy instrument z XII wieku, a także sześciostrunowy instrument pochodzący z XV wieku, wykopany w 1985 roku w Płocku zwany fidelą płocką.
O charakterystycznych dla Polski polskich skrzypcach wspomniali również muzykolodzy z zagranicy. Polskie skrzypce wspomniał wczesny niemiecki kompozytor oraz nauczyciel muzyki Martin Agricola w dziele „Musica instrumentalis” wydanym w Wittenberdze w 1528 roku oraz w dziele „Syntagma Musicum” z 1619 roku niemiecki teoretyk muzyki oraz kompozytor Michael Praetorius.
Stosunkowo najdłużej w użyciu pozostawała suka, która jako instrument ludowy funkcjonowała jeszcze w XIX wieku. O jej pochodzeniu, stopniu rozpowszechnienia nie ma żadnych pewnych danych. Prawdopodobnie na instrumencie tym grano w okolicach Biłgoraja oraz Janowa Lubelskiego. Jedyny opisany egzemplarz suki pochodził ze wsi Bielaki k/Kocudzy, które od roku 1831 stanowią część Zdzisławic. Raczej była instrumentem uniwersalnym co do repertuaru, chociaż ze względu np. na brzmienie szczególnie dobrze współgra ze śpiewem, zapewne więc towarzyszyła  wykonywaniu pieśni, w tym tzw. "pieśni dziadowskich", możliwe, że wchodziła również w skład kapel.
Do naszych czasów nie przetrwał żaden egzemplarz suki. Została ona zrekonstruowana na podstawie akwareli Wojciecha Gersona (1895) m.in. przez lutników Zbigniewa Butryna z Janowa Lubelskiego i Andrzeja Kuczkowskiego z Warszawy.

## Budowa
Pudło instrumentu żłobione jest z jednego kawałka drewna czereśniowego. Ma kształt zbliżony kształtem i wielkością do altówki, posiada od 4 do 7 strun.
Instrument charakteryzuje się krótką i szeroką szyjką, ozdobną rozetą wyciętą w podstrunnicy i podstawkiem opartym o płytę spodnią.

## Sposób gry
Instrument trzymany jest na kolanie w pozycji pionowej, oparty o ramię grającego. Gra się techniką paznokciową, tzn. struny są skracane nie przez nacisk z góry, lecz poprzez boczny dotyk paznokciem. Technikę tę jako charakterystyczną dla polskich instrumentów opisał w XVI wieku niemiecki teoretyk Martin Agricola.
W latach 90. próby odtworzenia sposobu gry na suce podjęło się niezależnie od siebie dwóch muzyków: Zbigniew Butryn z Janowa Lubelskiego oraz Maria Pomianowska z Warszawy.
Technika paznokciowa zachowała się i jest znana w praktyce wykonawczej krajów azjatyckich – w grze na sarangi w Indiach i Nepalu oraz sarindzie w Bengalu.

## Wykonawstwo
W latach 90. XX w pracowali nad rekonstrukcją suki niezależnie od siebie w dwóch ośrodkach: Zbigniew Butryn – lutnik i muzyk ludowy z okolic Biłgoraja oraz muzyk Maria Pomianowska z Warszawy.
W 2007 roku Zbigniew Butryn wraz ze swoim synem Krzysztofem (który przejął od ojca umiejętność gry) założył Szkołę Suki Biłgorajskiej, w ramach której odbywają się m.in. regularne warsztaty gry, spotkania i prezentacje poświęcone suce oraz muzyce tradycyjnej regionu Roztocza Zachodniego.
Maria Pomianowska zainteresowała się instrumentem oraz zamówiła jego rekonstrukcję w latach 90. XX w. Będąc uznanym muzykiem grającym na orientalnym instrumencie sarangi, z którego dźwięk wydobywa się techniką paznokciową a trzymanym w pozycji kolanowej szybko stała się specjalistką gry na suce. W późniejszym czasie podjęła się prób odnalezienia instrumentów pokrewnych (suka mielecka, fidel płocka) oraz ich rekonstrukcji. Od  2010 r. prowadzi w Akademii Muzycznej w Krakowie na Wydziale Instrumentalnym klasę fideli kolanowych, gdzie naucza gry na suce biłgorajskiej oraz fideli płockiej. Utwory wykonywane na suce znajdują się w repertuarze Zespołu Polskiego Marii Pomianowskiej.
W 2011 roku powstał pierwszy na świecie zespół muzyczny złożony wyłącznie z suk biłgorajskich, suk mieleckich oraz fideli płockich, zwany Arcus Poloniae.